# Браункер, Уильям, 2-й виконт Браункер
Уи́льям Бра́ункер (устар. Броункер, англ. William Brouncker, 2nd Viscount Brouncker; 1620—1684) — английский математик и государственный деятель, член-основатель и первый президент Лондонского королевского общества (1662—1677). Автор «формулы Браункера».
Основные работы посвящены теории бесконечных числовых рядов и непрерывных дробей.
Убеждённый монархист. После реставрации Стюартов (1660) получил от нового короля Карла II место Лорда-канцлера королевы и Лорда-хранителя Большой королевской печати.

## Биография
Уильям Браункер родился около 1620 года (документальные подтверждения не сохранились), предположительно в ирландской деревне Касллайонс (согласно Оксфордскому словарю, в деревне Ньюкасл). Его отец, также Уильям Браункер, носил титул вице-камергера принца Карла при дворе короля Карла I, был также генеральным комиссаром в экспедиции против шотландцев в 1639 году.
В 1636 году Уильям Браункер поступил в Оксфордский университет, где изучал математику, языки и медицину. В 1642 году в Англии началась революция, и обучение на фоне гражданской войны было непростым делом. В 1645 году Карл I за заслуги перед короной наградил Браункера-отца титулом виконта ирландского пэрства; два месяца спустя новоиспечённый виконт скончался, передав титул сыну. Юноша закончил обучение только в 1647 году, получил формальное звание доктора медицины и остался преподавать математику в университете. Два года спустя умерла мать Браункера, и в том же году был казнён король Карл. Браункер продолжал свои математические исследования, вёл активную переписку с Валлисом, в ней он излагал свои открытия; в 1658 году Валлис напечатал эти письма в журнале Королевского общества Commercium Epistolicum. Через Валлиса и других своих корреспондентов Браункер стал сотрудничать с группой учёных, которые встречались в лондонском Грешем-колледж.
В 1660 году произошла реставрация Стюартов, престол занял Карл II, хорошо знавший и ценивший покойного Браункера-отца. Браункер баллотировался на новых парламентских выборах и был избран депутатом. Улучшение ситуации в Лондоне, в частности, отбытие войск, дислоцированных в Грешем-колледже, позволило ученым снова начать встречаться. В среду, 28 ноября 1660 года, Браункер был одним из 12 ученых на собрании в Грешем-колледже, принявших решение создать «Общество содействия физико-математическому экспериментальному обучению» (англ. Society for the Promoting of Physico-Mathematical Experimental Learning), которое, как они заявили, будет продвигать экспериментально обоснованную натуральную философию.
В 1662 году Карл II, нуждавшийся в подданных, доказавших свою верность, назначил Браункера на место Лорда-канцлера королевы Екатерины и Лорда-хранителя Большой печати, а также главой госпиталя Святой Екатерины (недалеко от Тауэра). В том же году Общество в Грешеме обратилось к королю с просьбой признать его и предоставить королевское покровительство. После официального утверждения Королевской хартией устава и статуса Лондонского королевского общества Браункер был назначен его первым президентом (до этого руководство обществом осуществлял Роберт Морэй). Впоследствии Браункер вплоть до 1677 года переизбирался на посту президента Общества ежегодно. Браункер много работал для Общества, обеспечивая его активность. В частности, он провёл много экспериментов, в том числе по баллистике, по теории маятника и по изучению смещения стрелки компаса.
В 1664—1667 годах Браункер был президентом Грешем-колледжа. С учётом его постоянного интереса к морским делам, в 1664 году он был назначен уполномоченным (commissioner) при Адмиралтейском совете, в 1666 году стал «инспектором» (Comptroller of Treasurer Accounts). Ненадолго в 1679 году и на постоянной основе с 1681 года вошёл в число лордов — заседателей Комитета Адмиралтейства.
Примерно с 1675 года в Королевском обществе назрел конфликт. Браункер поссорился с Робертом Гуком из-за того, что он выступил против патента Гука на часы с пружинной регулировкой, сочтя его приоритет сомнительным. Гук решил, что пришло время сменить президента, и организовал соответствующую агитацию. Ежегодные выборы 1675 и 1676 годов считались Гуком несправедливыми, и тот факт, что Гук не был избран в Совет общества в 1676 году, ещё больше укрепил его решимость реформировать избирательный процесс. Сначала Гук провёл решение избирать Совет голосованием, после чего записал в своём дневнике: «Лорд Браункер взбесился и ушёл». Браункер не присутствовал на ноябрьском заседании 1677 года, где его преемником на посту президента был избран сэр Джозеф Уильямсон.
В браке никогда не состоял, однако много лет прожил вместе с актрисой Эбигейл Уильямс (англ. Abigail Williams), которой оставил большую часть своего имущества.
Скончался 5 апреля 1684 года в своём доме на Сент-Джеймс-стрит, Вестминстер, Лондон.

## Научная деятельность
Браункер наиболее известен как автор «формулы Браункера» (в трактате Валлиса «Arithmetica Infinitorum», 1655 год):
{\displaystyle {\frac {\pi }{4}}={\cfrac {1}{1+{\cfrac {1^{2}}{2+{\cfrac {3^{2}}{2+{\cfrac {5^{2}}{2+{\cfrac {7^{2}}{2+{\cfrac {9^{2}}{2+\ddots }}}}}}}}}}}}}
Можно показать, что подходящие дроби этого выражения совпадают с частичными суммами ряда Лейбница для {\displaystyle {\frac {\pi }{4}}.}
Валлис сообщил Гюйгенсу об этом результате, и Гюйгенс выразил сильные сомнения в его истинности. Однако после того, как Браункер с помощью этого разложения правильно вычислил первые 10 знаков числа π, Гюйгенс признал результат.
В 1650 году независимо от Пьетро Менголи обнаружил и опубликовал в трактате «Квадратура гиперболы с помощью бесконечного ряда рациональных чисел» разложение натурального логарифма {\displaystyle \ln 2} в бесконечный ряд и исследовал его сходимость:
{\displaystyle \ln 2={\frac {1}{1\cdot 2}}+{\frac {1}{3\cdot 4}}+{\frac {1}{5\cdot 6}}+\dots }
Тем самым было положено начало исследованию и применению бесконечных рядов (пока ещё только числовых).
Дал спрямление гиперболы и параболы. Ввёл термин «гармонический ряд».
Наряду с Валлисом нашёл решение уравнения Пелля, которое, в отличие от Валлиса, представил (в письме к Валлису 1658 года) в виде непрерывной дроби. Историки считают название «уравнение Пелля» недоразумением, возникшим из-за ошибки Леонарда Эйлера; часть историков полагает более справедливым название «уравнение Браункера».
Кроме математики, Браункер серьёзно интересовался музыкой. В 1653 году он перевёл с латинского на английский работу Декарта 1618 года, изданную посмертно в 1650 году в Нидерландах под названием «Renati Descartes Musicae Compendium». Браункер дополнил свой перевод обширными собственными комментариями, в которых, в частности, предложил вариацию идей Мерсенна, разделив музыкальную октаву на 17 равных интервалов (у Мерсенна 12), причём он обосновал свою шкалу математически из соотношений, основанных на золотом сечении.

## Труды
- Experiments of the Recoiling of Forces (Spratt, History of the Royal Society, 233 et seq.).
- The Squaring of the Hyperbola, by an Infinite Series of Rational Numbers. JSTOR. Дата обращения: 24 апреля 2021.
- On the Proportion of a Curved Line of a Paraboloid to a Straight Line, and of the Finding a Straight Line equal to that of a Cycloid (Philosophical Transactions, iii. 645, viii. 649).
- Descartes, R., 1653. Renatus Des-Cartes Excellent Compendium of Musick and Animadversions of the Author (WalterCharleton, Trans., William Brouncker, Ed.). Thomas Harper for Humphrey Moseley, London.